# Mourtada Fall
Mourtada Fall (sinh ngày 26 tháng 12) là một cầu thủ bóng đá người Sénégal hiện tại thi đấu cho đội bóng tại Botola Moghreb Tétouan ở vị trí hậu vệ.
Anh được biết đến với chiều cao phòng ngự, tốc độ nhanh và khả năng đưa bóng ra khỏi khu vực phòng thủ đúng lúc. Anh có 2 lần vô địch Botola cùng với Mat Tetoune.

## Danh hiệu
MAT
- Botola:
  - Vô địch:  2012